# 금주 국가 목록
다음은 알코올에 대해 포괄적인 금주법을 시행하고 있거나 시행했던 나라들의 목록이다.

## 현재 금주를 시행 중인 나라
현재 수많은 이슬람권 국가들과 인도의 일부 지역에서 금주가 강제된다.
- 아프가니스탄
- 방글라데시 (비이슬람인 제외)
- 브루나이
- 이란
- 인도네시아 (소규모 상점에서 금지)[2]
- 인도 (구자라트 주, 비하르 주, 나갈랜드 주, 마니푸르 주의 임팔, 미조람주, 락샤드위프 제도의 연방 직할지에서 금지. 기타 주와 영토에서는 합법.)[3][4][5]
- 리비아
- 쿠웨이트
- 몰디브 (비이슬람인 제외)
- 모리타니
- 파키스탄 (비이슬람인 제외)
- 사우디 아라비아
- 소말리아
- 스리랑카 (여성에게는 술의 구매와 소유를 금지. 술 소비는 기타 모든 부분에서 합법.)[6]
- 수단
- 아랍에미리트 (샤르자 토후국에서 금지)
- 예멘

## 과거에 금주를 시행한 나라
- 미국 – 1920년 ~ 1933년 (금주법 시대 참고)
- 캐나다 – 1918년 ~ 1920년
- 페로 제도 – 1907년 ~ 1992년
- 러시아 제국 및  소련 – 1914년 ~ 1923년
- 아이슬란드 – 1915년 ~ 1935년
- 노르웨이 – 1916년 ~ 1927년
- 헝가리 평의회 공화국 – 1919년 3월 21일 ~ 1919년 8월 1일 – 술의 판매 및 소비가 금지되었음.
- 핀란드 – 1919년 ~ 1932년